# Frank Gloor
Pour les articles homonymes, voir Gloor.
 (avril 2022).
Si vous disposez d'ouvrages ou d'articles de référence ou si vous connaissez des sites web de qualité traitant du thème abordé ici, merci de compléter l'article en donnant les références utiles à sa vérifiabilité et en les liant à la section « Notes et références ».
Frank Gloor est un mécanicien, inventeur et entrepreneur suisse né à Sainte-Croix en 1880 et mort à Pully le 24 septembre 1960. 

## Son oeuvre
Frank Gloor était simple mécanicien aux usines Thorens.
En 1902, à l'âge de 22 ans, il a imaginé, dessiné et conçu le tout premier système de frein à rétropédalage pour bicyclettes. 
Il déposa le brevet # 26440, classe # 112, auprès du Bureau Fédéral de la Propriété Intellectuelle à Berne, le 2 juillet 1902. Il déposa en outre un brevet français. 
Ce système de freinage révolutionna le monde du vélo. Jusqu'à nos jours, des millions de vélos sont encore équipés de ce frein, intégré au moyeu arrière. 
L'industriel allemand Ernst Sachs, en 1903, commercialisa avec succès, le frein à rétropédalage sous la marque Torpedo.

## Brevet suisse du frein à rétropédalage de 1902

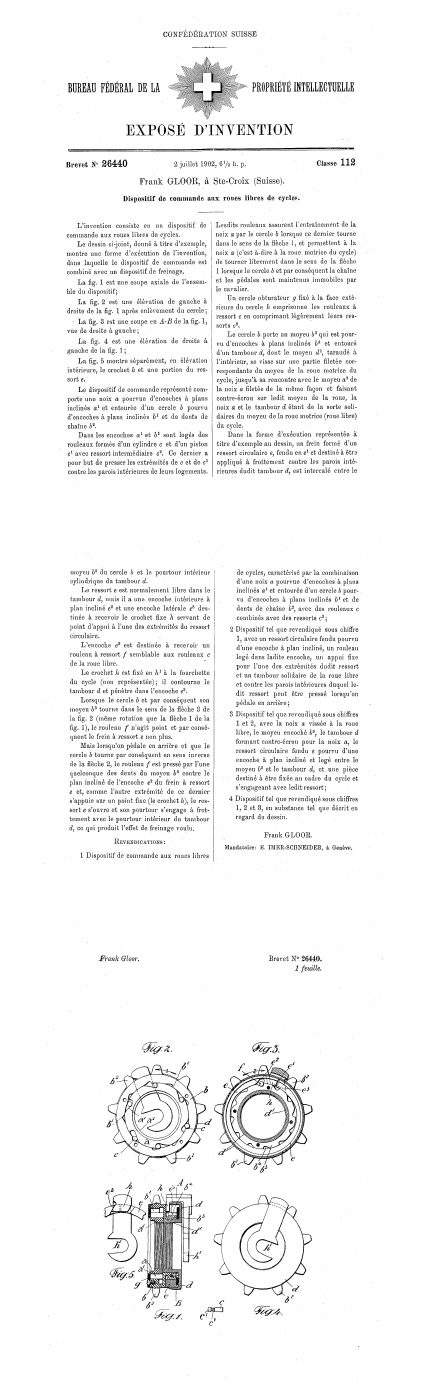
Brevet Suisse de 1902

En 1929, Frank Gloor déménagea à Pully et ouvrit avec ses fils, Edouard et Pierre, l'atelier mécanique « Frank Gloor & Fils ». Dans cet atelier, il conçut et fabriqua en série le briquet à essence automatique Bengali, concentré de mécanique de précision et de savoir-faire helvétique.